# Callitula leroyi
Callitula leroyi är en stekelart som först beskrevs av Jean Risbec 1958.  Callitula leroyi ingår i släktet Callitula och familjen puppglanssteklar. Inga underarter finns listade.